# Поттер, Питер Симонс
Питер Симонс Поттер (нидерл. Pieter Symonsz Potter; 1597, Энкхёйзен, Северная Голландия — 4 октября 1652, Амстердам) — голландский живописец, рисовальщик Золотого века искусства Голландии. Мастер натюрморта, картин пейзажного, анималистического и портретного жанров.

## Биография
Питер Поттер родился в семье стекольных дел мастера Симона Якобса и Дьеве Симонс. По сведениям нидерландского историографа Арнольда Хоубракена, автора жизнеописаний «Великий театр нидерландских художников и художниц» (De Groote Schouburgh der Nederlantsche Konstschilders en Schilderessen, 1718—1721), Питер Симонс Поттер был городским секретарем Энкхёйзена, женился на дочери Паулюса Бертиуса и был отцом живописца Питера Поттера Первого, что делало его дедушкой Питера Поттера Второго, Паулюса и Марии Поттер.
По данным RKD (Нидерландский институт истории искусств), его женой была сестра художника Виллема Барциуса, и он был отцом, а не дедушкой Питера Второго, Паулюса и Марии.
Предполагают, что Питер Симонс учился росписи по стеклу и живописи у отца. В 1625 году, когда Питер жил ещё в Энкхейзене, в семье родился первенец, будущий художник Паулюс (Пауль) Поттер, слава которого впоследствии превзошла отцовскую.
В 1628 году Питер вступил в гильдию стекольных мастеров Лейдена, а годом позже её возглавил. К концу 1620-х годов Поттер увлёкся станковой живописью, вырабатывая натуралистическую манеру письма. Художник работал в самых разных жанрах, но известен главным образом картинами бытового жанра, крестьянскими пейзажами и натюрмортами. Ранним произведениям на библейские сюжеты, например «Жена Потифара обвиняет Иосифа» (1629), присущ оттенок маньеризма, что сказывается в вытянутых пропорциях фигур и усиленной перспективе.
В 1646 году он стал членом делфтской Гильдии Святого Луки и членом «Братства живописцев» (Confrerie Pictura) в 1647 году (хотя эта запись в архивах Гаагской гильдии может иметь отношение к его старшему сыну Петру).
Вероятно, в Лейдене появились первые пейзажи Питера Поттера. Крупноформатный пейзаж, купленный лейденским историком Яном Орлерсом, был оценён в 1640 году как самое значительное произведение из его собрания. Одна из лучших поттеровских работ сочетает в себе элементы пейзажа и библейского сюжета и представляет апостола Павла, ведущего жизнь отшельника в пустыне с прилетевшим к нему орлом.
Ранние пейзажи художника выполнены в монохромной гамме и свидетельствуют о влиянии Яна ван Гойена, проживавшего тогда же в Лейдене. Среди других лейденских коллег Питера можно назвать Яна Давидса де Хема (на крещении его сына Корнелиса Поттер был свидетелем в 1631 году), Хармена и Питера ван Стенвейков и Питера ван Нордта (с последними Поттера роднит использование сероватых и охристых тонов). К работам де Хема стилистически и тематически близок почти монохромный «Деревенский натюрморт» Поттера, изображающий отслужившую свой срок утварь в углу сарая. Более поздний натюрморт — аллегория суеты (1636) — отличается тщательным письмом и сравнительно яркой гаммой и вызывает в памяти картины Стенвейков.
В первой половине 1630-х годов Поттер переселился в Амстердам, где в течение нескольких лет содержал мануфактуру, производящую золочёные кожаные портьеры (в это время старший сын художника Паулюс проживал в Гааге). Не прекращал Питер и занятий живописью: в его творчестве около 1640 года, как и в творчестве сына, появляется ряд картин на исторические сюжеты.
Многофигурные композиции Поттера отразили влияние Антониса Ван Дейка, Питера Кодде и Виллема Корнелиса Дейстера. Несмотря на то, что наследие художника не очень велико, оно отличается разнообразием: анималистика, батальные сцены, исторические и бытовые сюжеты, пейзажи, портреты, натюрморты; занимался он и музыкой. Произведения Питера Поттера часто смешивали с картинами его сына Паулюса; отличительным признаком, как правило, служит то, что сын подписывал свои работы полными именем и фамилией, а отец писал только инициал имени. В санкт-петербургском Эрмитаже имеется две картины Питера Поттера: «Нападение разбойников» и «Офицер».

## Галерея

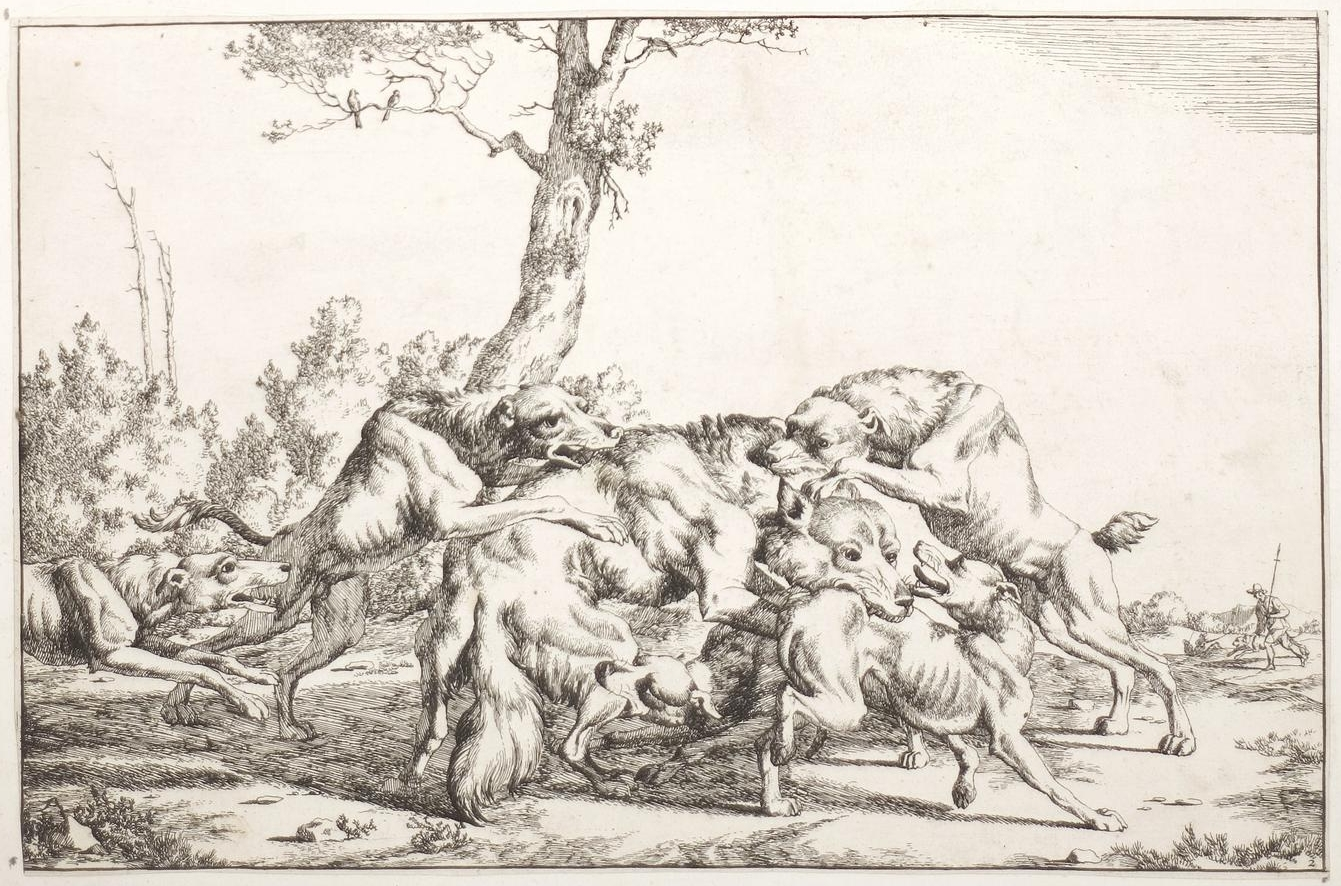
Собаки атакуют лису. Офорт по рисунку П. С. Поттера
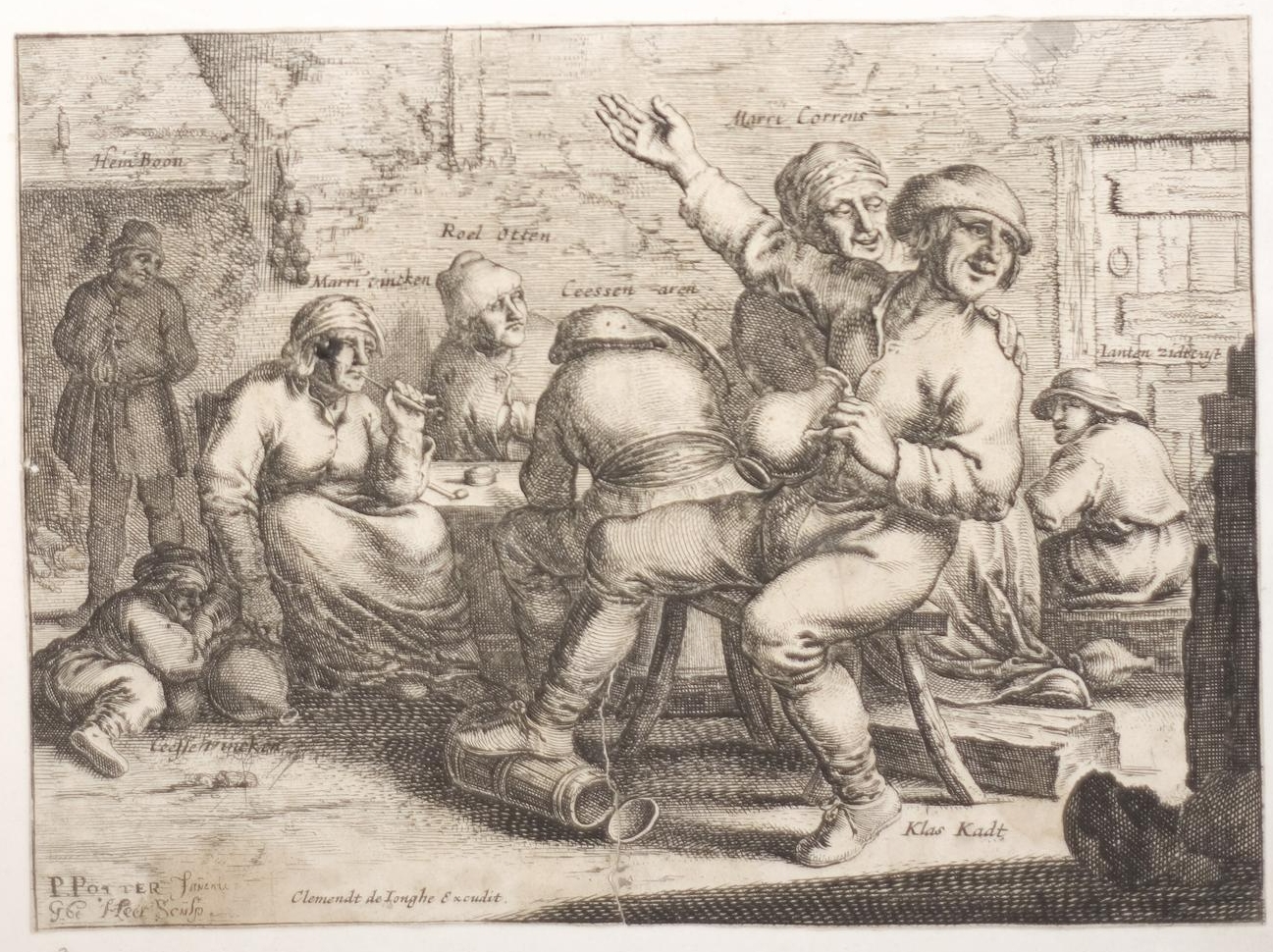
Сцена в таверне. Офорт по рисунку П. С. Поттера
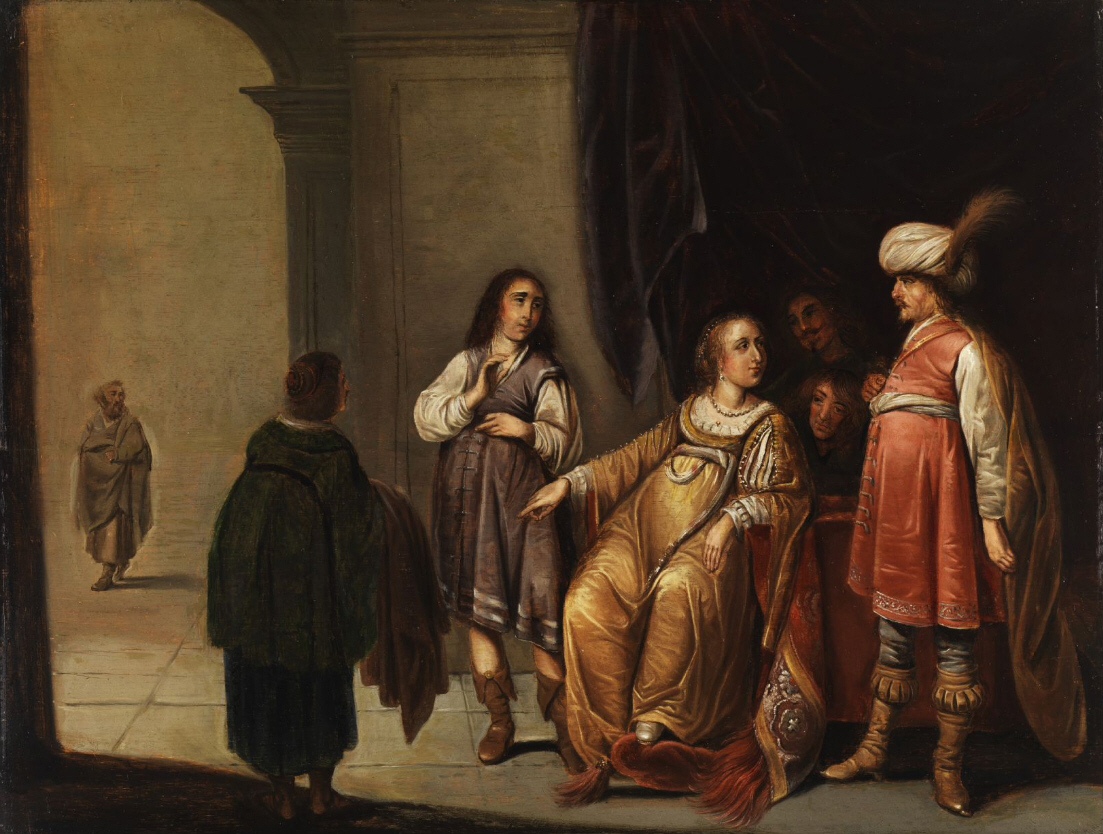
Жена Потифара обвиняет Иосифа. Ок. 1630. Дерево, масло. Частное собрание
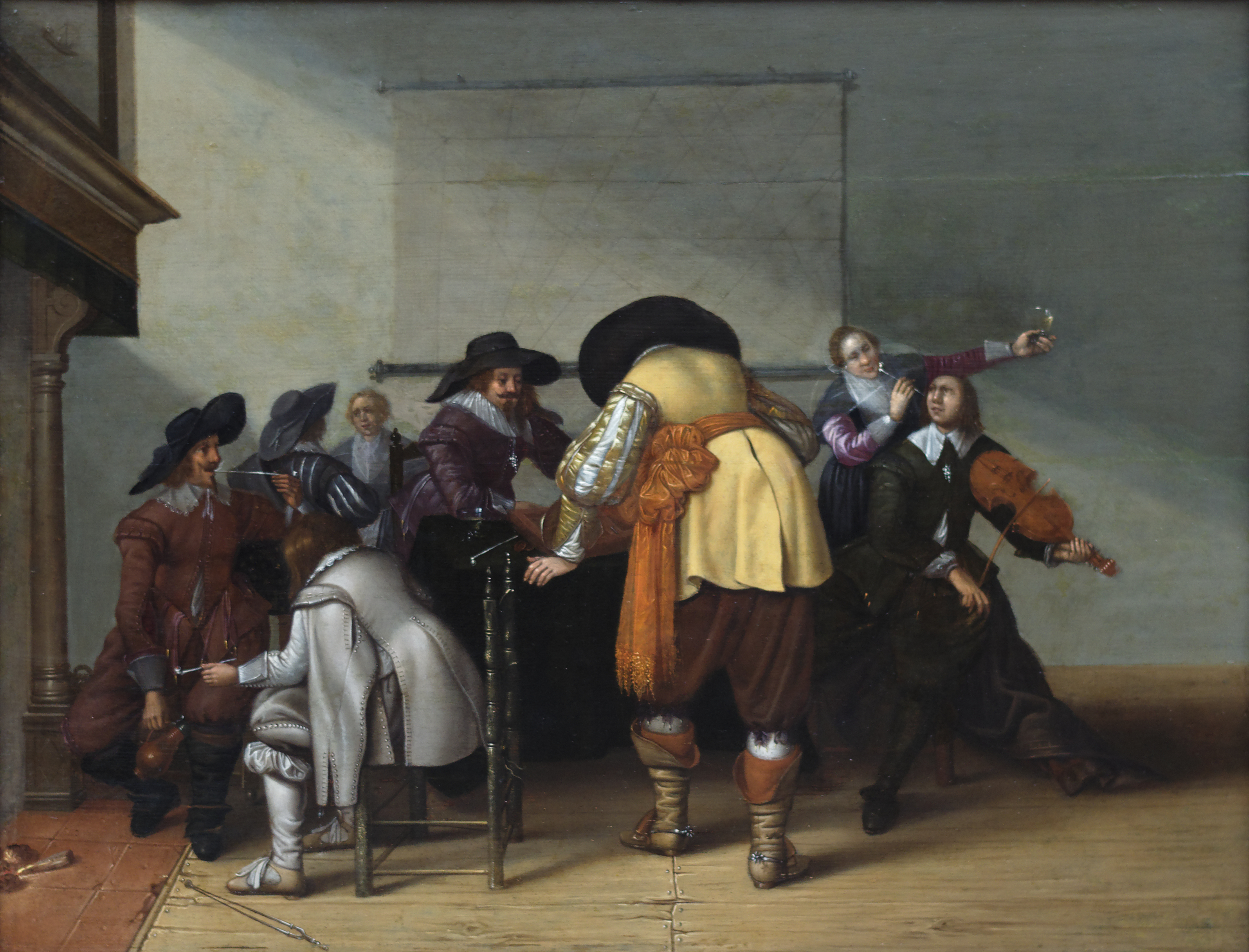
Весёлая компания. Ок. 1630. Дерево, масло. Музей изобразительных искусств, Будапешт
Иаков убеждает Лию и Рахиль бежать от Лавана. 1638. Дерево, масло. Маурицхёйс, Гаага
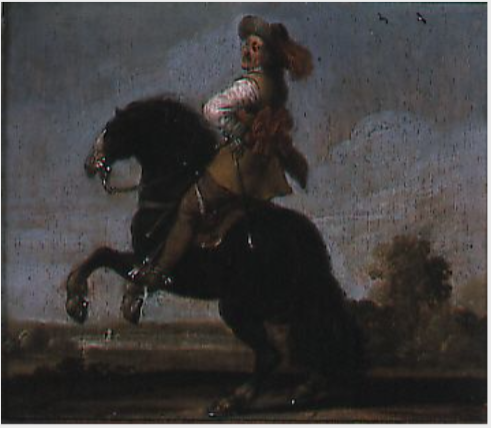
Всадник. 1640. Дерево, масло. Национальная галерея Ирландии, Дублин
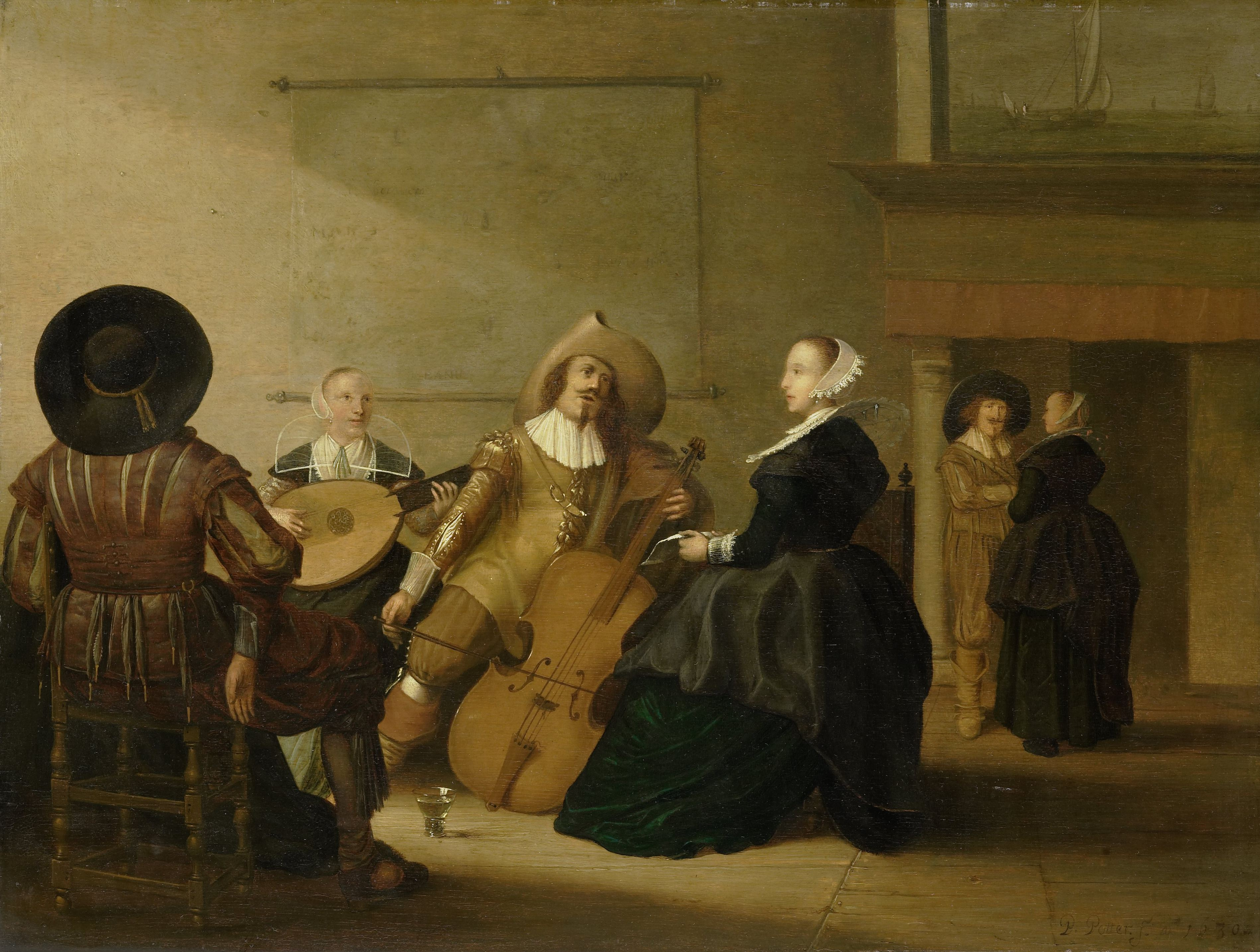
Музыкальная компания в интерьере. 1630. Дерево, масло. Рейксмюсеум, Амстердам
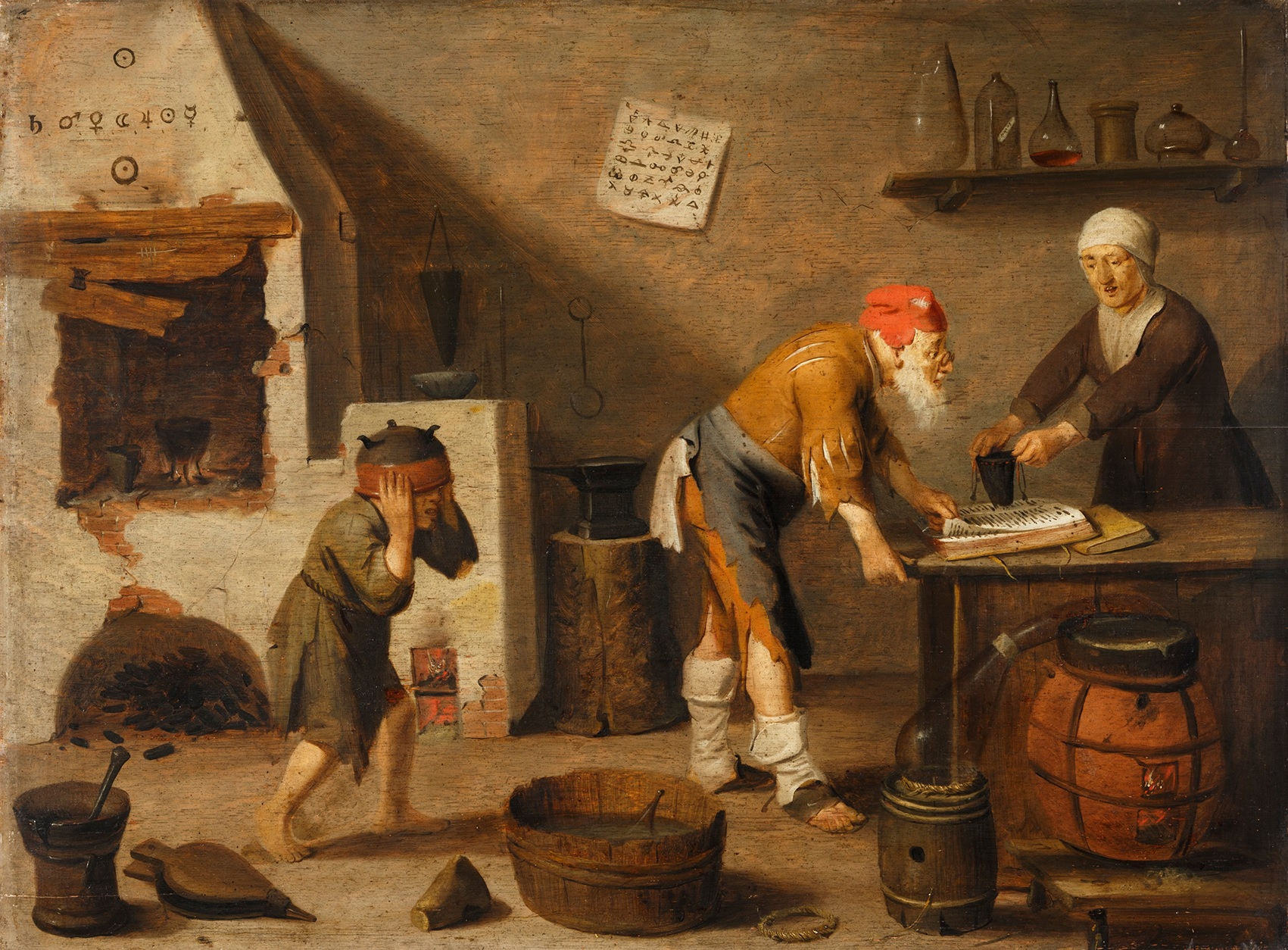
В мастерской алхимика. Дерево, масло. Замок Вавель, Краков
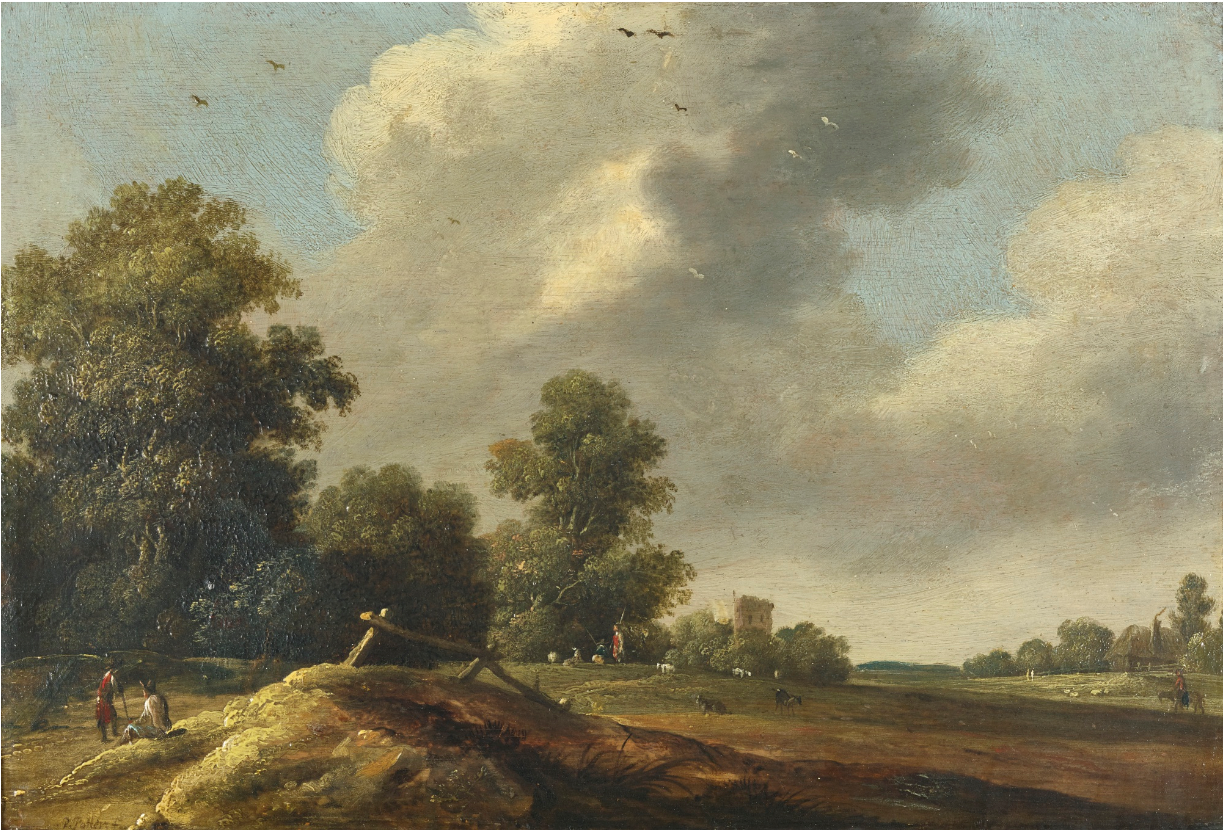
Летний пейзаж с фигурами и пасущимся скотом. Дерево, масло. Частное собрание
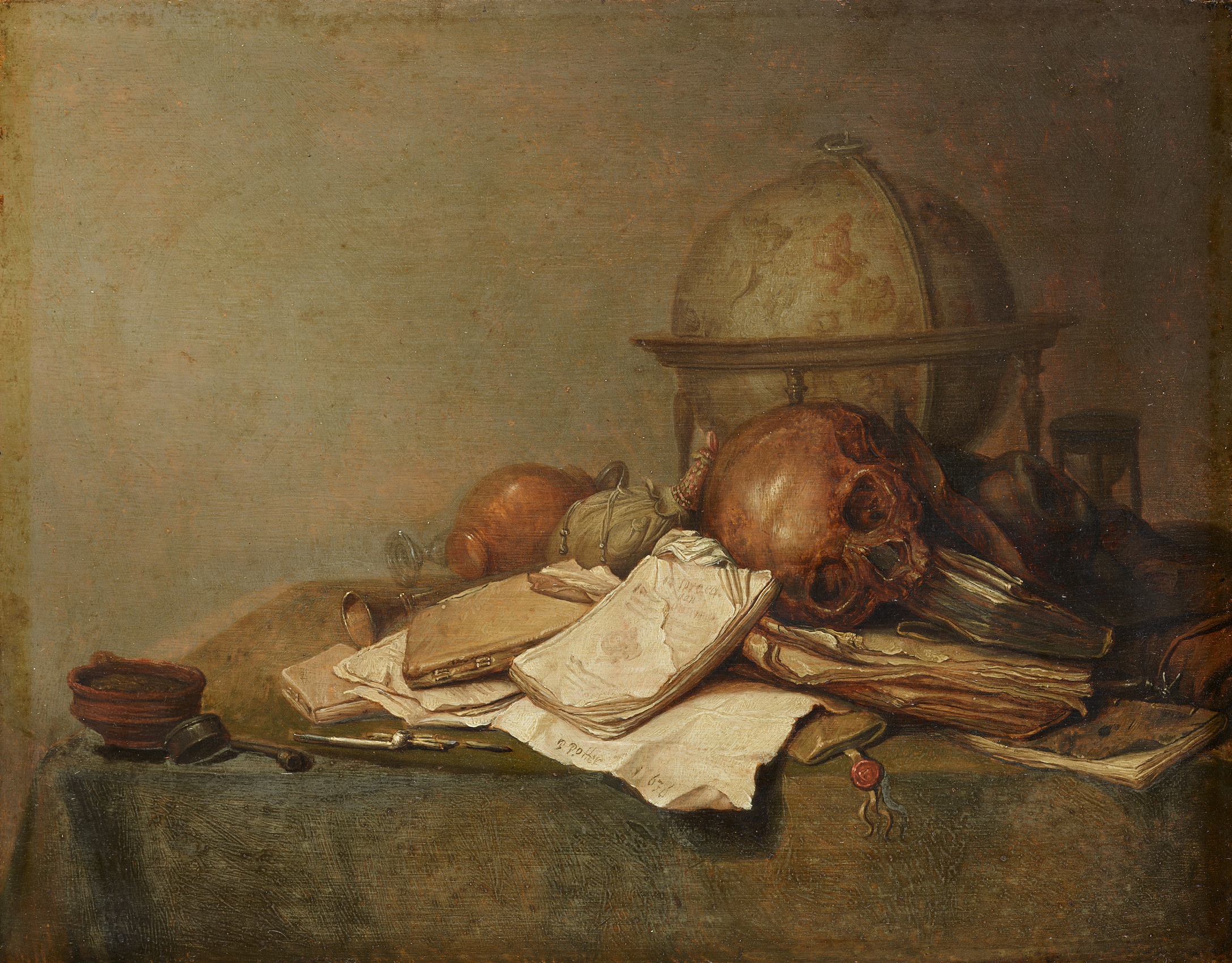
Натюрморт ванитас. 1636. Дерево, масло. Берлинская картинная галерея
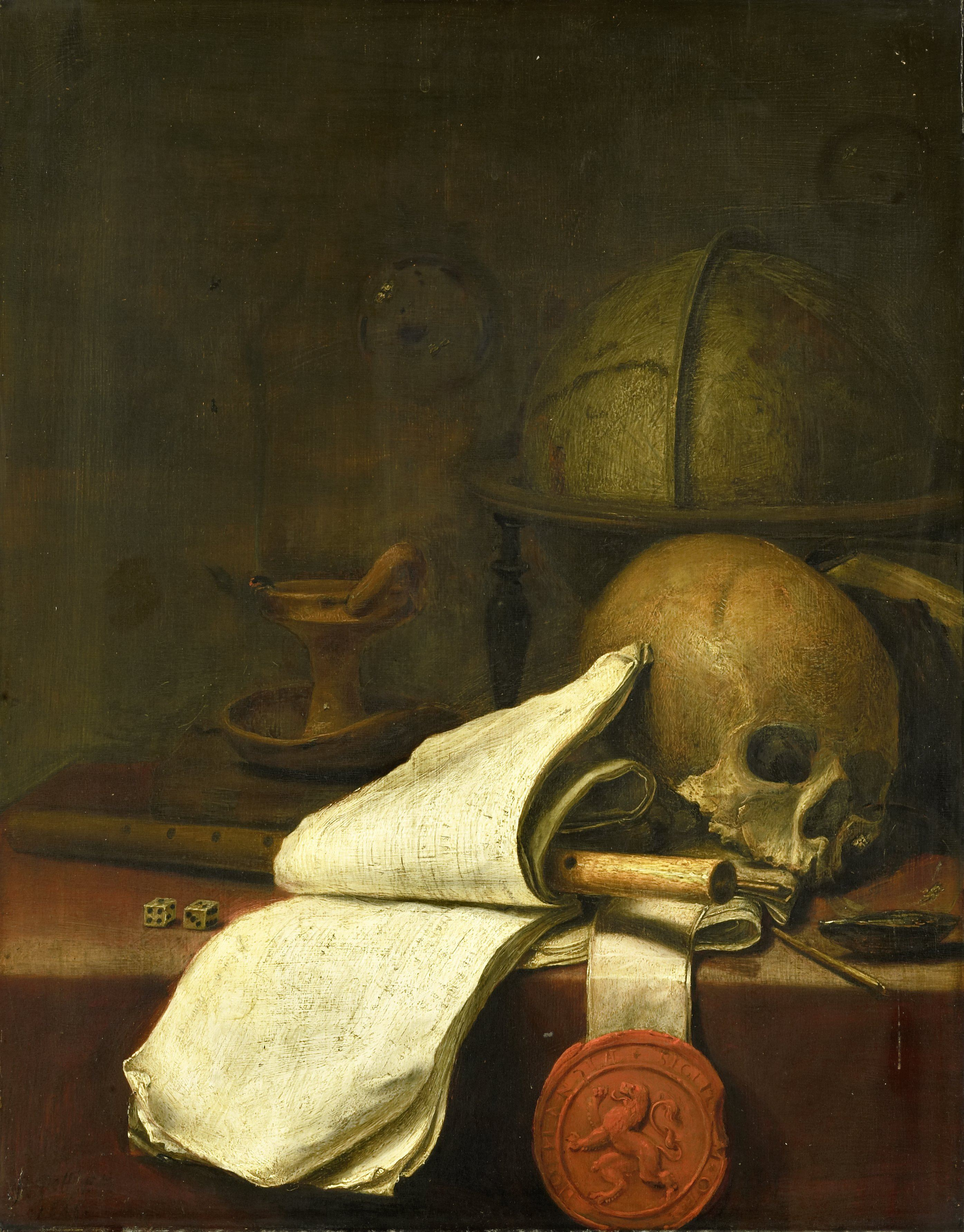
Натюрморт ванитас. 1646. Дерево, масло. Рейксмюсеум, Амстердам